# 三月寶宮
23°45′28″N 120°40′22″E / 23.757845°N 120.672647°E
三月寶宮，位於臺灣南投縣竹山鎮，主祀三聖公聖福帝。

## 沿革
三月寶宮的的前身，是鎮民陳鴻珊在1968年開設供奉觀音四媽的神壇「奉玉堂」。相傳1973年時，一名珍珠客商所攜帶來自北京天龙寺香火袋來此顯靈。1974年，作為乩身的堂主妻子吳娥指示改主祀三聖公。此三神廟方合稱「三聖公聖福帝」，分別是稱為「大聖福帝」的陳天龍、「二聖福帝」的湖月娘、「三聖福帝」的李寶春。
1974年成立委員會後，1976年由徐文章等捐獻新台幣57萬餘元購買大仁路221號的土地，以三位主神名稱作為廟名，至1978年廟宇落成並入火安座。在廟方主委李國軒推動下，竹山筑音國樂團以此廟宇作為團練場地，團員竹山鎮民黃秀瑤、鹿谷鄉民林根再等參與斗六南聖宮等廟活動。

## 祭祀
以農曆二月十九日為開宮紀念日、六月廿日為三聖公千秋聖誕、七月十五舉辦功德法會。廟方每五年舉行一次祈安遶境，像2023年就由縣長許淑華主持，議長何勝豐、縣議員蔡孟娥、游顥、竹山鎮長陳東睦、鎮民代表會主席林賜學參與。
正殿除奉祀三聖公外，左廂為包府千歲，右廂為福德正神、註生娘娘，樓上奉祀玉皇大帝。